# Úchylkoměr

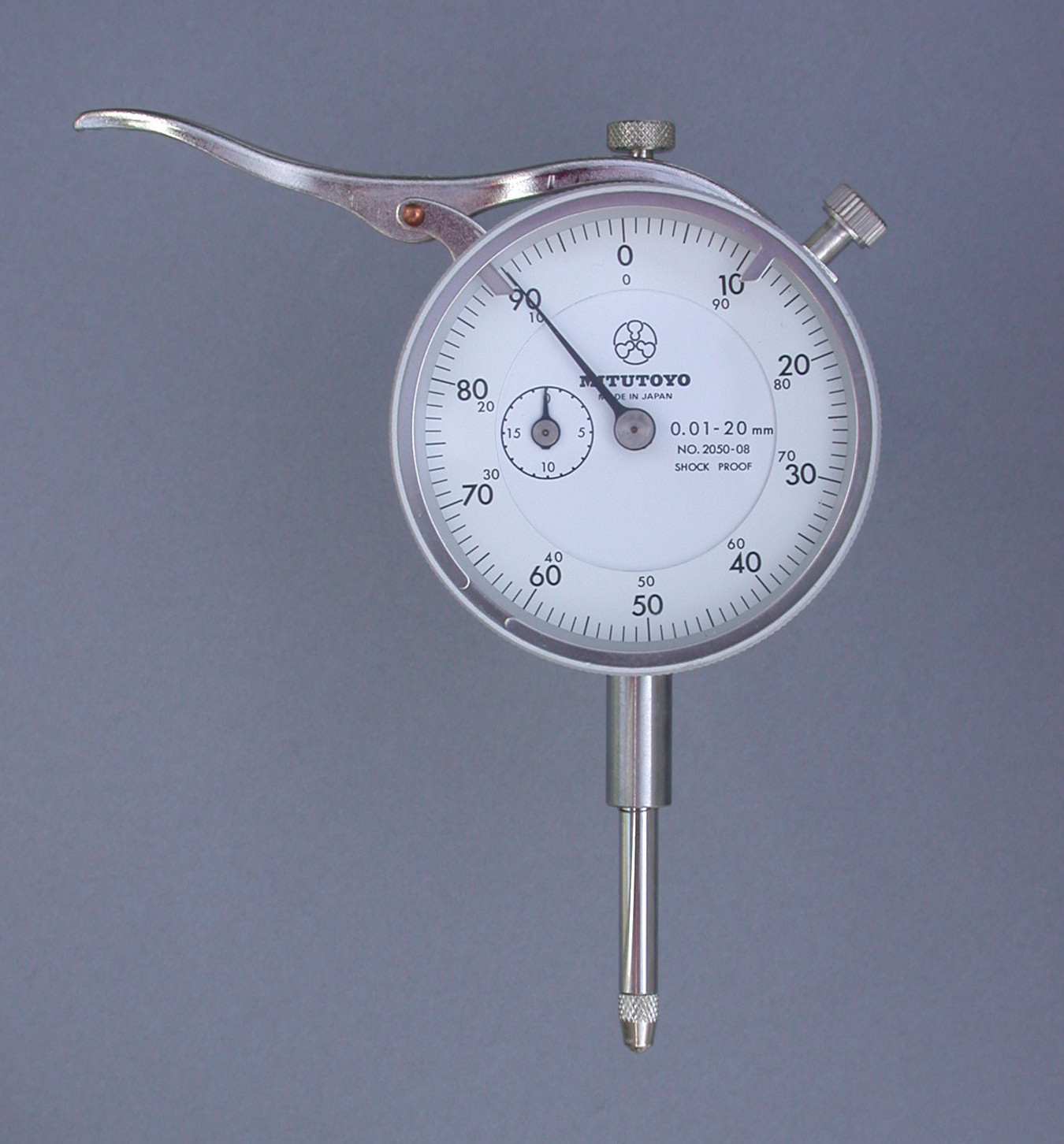
Pákový ručkový úchylkoměr s rozsahem 0,01–20 mm

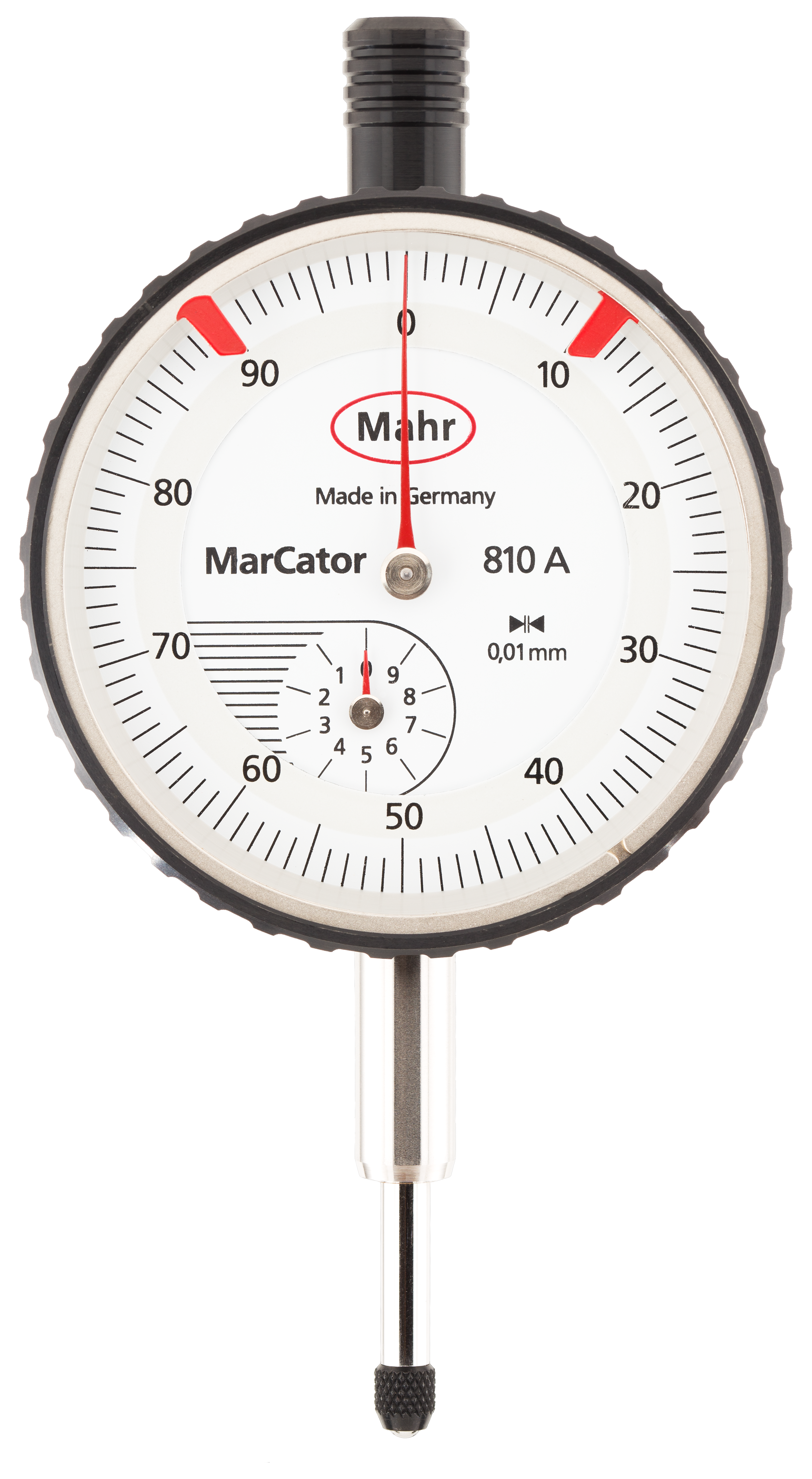
Ručkový úchylkoměr s nastavenou tolerancí ±0,1 mm

Úchylkoměr je délkové měřidlo používané převážně ve strojírenství, například pro kontrolu odchylek od předepsané míry, při vystřeďování rotačních obrobků a podobně. Velká ručka ukazuje obvykle setiny, malá ručka celé milimetry. Úchylkoměr neměří absolutní délku, ale rozdíl od výchozí nastavené hodnoty. Rozlišení může být setina nebo i tisícina milimetru.

## Použití
Při kontrolním měření je úchylkoměr pevně upnut do držáku a nastaví se (obvykle pomocí koncových měrek) tak, aby při předepsaném rozměru ukazoval nulu. Posouváním součásti pod měřidlem ručička úchylkoměru ukazuje, o kolik se v daném místě naměřená hodnota kladně či záporně liší od nastavené hodnoty. V hromadné výrobě lze na okraji ciferníku nastavit dvě zarážky, které označují hranice tolerančního pole. Páčka slouží k rychlému zdvižení měřícího hrotu při vkládání a vyjímání součástek.
Při vystřeďování obrobků na soustruhu se úchylkoměr upne do nožové hlavy suportu a za ručního otáčení vřetenem se upravuje upnutí obrobku.

## Odečet
Tak jako u jiných délkových měřidel i úchylkoměr může naměřenou hodnotu ukazovat analogově (ciferník s ručkami), anebo digitálně na displeji, kde se ukazuje číselná hodnota.